# 阿尔诺·萨里宁
阿尔诺·萨里宁（芬蘭語：Arno Saarinen，1884年9月11日—1970年2月7日），生于艾赫泰里，芬兰前男子竞技体操运动员。他曾获得1908年夏季奥运会体操比赛男子团体全能铜牌。他于1970年逝世，享年85岁。